# Glenea papuensis
Glenea papuensis är en skalbaggsart. Glenea papuensis ingår i släktet Glenea och familjen långhorningar.

## Underarter
Arten delas in i följande underarter:
- G. p. papuensis
- G. p. bivittipennis